# 1986年の野球
1986年の野球（1986ねんのやきゅう）では、1986年の野球界における動向をまとめる。

## 競技結果

### 日本プロ野球
この年度から、パ・リーグの変則プレーオフが廃止され、セ・パとも年間130試合（26回総当たり）のリーグ戦の順位のみで優勝を決める方式となった。

#### ペナントレース
| 順位 | 球団               | 勝 | 敗 | 分 | 勝率 | 差   |
| 1位  | 広島東洋カープ     | 73 | 46 | 11 | .613 | 優勝 |
| 2位  | 読売ジャイアンツ   | 75 | 48 | 7  | .610 | 0.0  |
| 3位  | 阪神タイガース     | 60 | 60 | 10 | .500 | 13.5 |
| 4位  | 横浜大洋ホエールズ | 56 | 69 | 5  | .448 | 20.0 |
| 5位  | 中日ドラゴンズ     | 54 | 67 | 9  | .446 | 20.0 |
| 6位  | ヤクルトスワローズ | 49 | 77 | 4  | .389 | 27.5 |

| 順位 | 球団                 | 勝 | 敗 | 分 | 勝率 | 差   |
| 1位  | 西武ライオンズ       | 68 | 49 | 13 | .581 | 優勝 |
| 2位  | 近鉄バファローズ     | 66 | 52 | 12 | .559 | 2.5  |
| 3位  | 阪急ブレーブス       | 63 | 57 | 10 | .525 | 6.5  |
| 4位  | ロッテオリオンズ     | 57 | 64 | 9  | .471 | 13.0 |
| 5位  | 日本ハムファイターズ | 57 | 65 | 8  | .467 | 13.5 |
| 6位  | 南海ホークス         | 49 | 73 | 8  | .402 | 21.5 |

#### 日本シリーズ
| 日付                                 | 試合   | ビジター球団（先攻） | スコア | ホーム球団（後攻） | 開催球場           |
| ------------------------------------ | ------ | -------------------- | ------ | ------------------ | ------------------ |
| 10月18日（土）                       | 第1戦  | 西武ライオンズ       | 2 - 2  | 広島東洋カープ     | 広島市民球場       |
| 10月19日（日）                       | 第2戦  | 西武ライオンズ       | 1 - 2  | 広島東洋カープ     | 広島市民球場       |
| 10月20日（月）                       | 移動日 | 移動日               | 移動日 | 移動日             | 移動日             |
| 10月21日（火）                       | 第3戦  | 広島東洋カープ       | 7 - 4  | 西武ライオンズ     | 西武ライオンズ球場 |
| 10月22日（水）                       | 第4戦  | 広島東洋カープ       | 3 - 1  | 西武ライオンズ     | 西武ライオンズ球場 |
| 10月23日（木）                       | 第5戦  | 広島東洋カープ       | 1 - 2x | 西武ライオンズ     | 西武ライオンズ球場 |
| 10月24日（金）                       | 移動日 | 移動日               | 移動日 | 移動日             | 移動日             |
| 10月25日（土）                       | 第6戦  | 西武ライオンズ       | 3 - 1  | 広島東洋カープ     | 広島市民球場       |
| 10月26日（日）                       | 第7戦  | 西武ライオンズ       | 3 - 1  | 広島東洋カープ     | 広島市民球場       |
| 10月27日（月）                       | 第8戦  | 西武ライオンズ       | 3 - 2  | 広島東洋カープ     | 広島市民球場       |
| 優勝：西武ライオンズ（3年ぶり6回目） |        |                      |        |                    |                    |

#### 個人タイトル
|                | セントラル・リーグ | セントラル・リーグ | セントラル・リーグ | パシフィック・リーグ | パシフィック・リーグ | パシフィック・リーグ |
| タイトル       | 選手               | 球団               | 成績               | 選手                 | 球団                 | 成績                 |
| -------------- | ------------------ | ------------------ | ------------------ | -------------------- | -------------------- | -------------------- |
| 最優秀選手     | 北別府学           | 広島               |                    | 石毛宏典             | 西武                 |                      |
| 最優秀新人     | 長冨浩志           | 広島               |                    | 清原和博             | 西武                 |                      |
| 最優秀投手     | 北別府学           | 広島               |                    |                      |                      |                      |
| 沢村栄治賞     | 北別府学           | 広島               |                    |                      |                      |                      |
| 首位打者       | バース             | 阪神               | .389               | 落合博満             | ロッテ               | .360                 |
| 最多本塁打     | バース             | 阪神               | 47本               | 落合博満             | ロッテ               | 50本                 |
| 最多打点       | バース             | 阪神               | 109打点            | 落合博満             | ロッテ               | 116打点              |
| 最多盗塁       | 平野謙 屋鋪要      | 中日 大洋          | 48盗塁             | 西村徳文             | ロッテ               | 36盗塁               |
| 最多安打       | バース             | 阪神               | 176安打            | ブーマー             | 阪急                 | 173安打              |
| 最高出塁率     | バース             | 阪神               | .481               | 落合博満             | ロッテ               | .487                 |
| 最多勝利打点   | W.クロマティ       | 巨人               | 18打点             | P.パットナム         | 日本ハム             | 17打点               |
| 最優秀防御率   | 北別府学           | 広島               | 2.43               | 佐藤義則             | 阪急                 | 2.83                 |
| 最多勝利       | 北別府学           | 広島               | 18勝               | 渡辺久信             | 西武                 | 16勝                 |
| 最多奪三振     | 遠藤一彦           | 大洋               | 185奪三振          | 渡辺久信             | 西武                 | 178奪三振            |
| 最高勝率       | 北別府学           | 広島               | .818               | 渡辺久信             | 西武                 | .727                 |
| 最優秀救援投手 | 斉藤明夫           | 大洋               | 28SP               | 石本貴昭             | 近鉄                 | 40SP                 |

#### ベストナイン
|          | セントラル・リーグ | セントラル・リーグ | パシフィック・リーグ | パシフィック・リーグ |
| 守備位置 | 選手               | 球団               | 選手                 | 球団                 |
| -------- | ------------------ | ------------------ | -------------------- | -------------------- |
| 投手     | 北別府学           | 広島               | 渡辺久信             | 西武                 |
| 捕手     | 達川光男           | 広島               | 伊東勤               | 西武                 |
| 一塁手   | バース             | 阪神               | ブーマー             | 阪急                 |
| 二塁手   | 篠塚利夫           | 巨人               | 辻発彦               | 西武                 |
| 三塁手   | レオン             | ヤクルト           | 落合博満             | ロッテ               |
| 遊撃手   | 高橋慶彦           | 広島               | 石毛宏典             | 西武                 |
| 外野手   | W.クロマティ       | 巨人               | 秋山幸二             | 西武                 |
| 外野手   | 山本浩二           | 広島               | 新井宏昌             | 近鉄                 |
| 外野手   | 吉村禎章           | 巨人               | 横田真之             | ロッテ               |
| 指名打者 |                    |                    | 石嶺和彦             | 阪急                 |

#### ゴールデングラブ賞
|          | セントラル・リーグ | セントラル・リーグ | パシフィック・リーグ | パシフィック・リーグ |
| 守備位置 | 選手               | 球団               | 選手                 | 球団                 |
| -------- | ------------------ | ------------------ | -------------------- | -------------------- |
| 投手     | 北別府学           | 広島               | 東尾修               | 西武                 |
| 捕手     | 達川光男           | 広島               | 伊東勤               | 西武                 |
| 一塁手   | 中畑清             | 巨人               | ブーマー             | 阪急                 |
| 二塁手   | 篠塚利夫           | 巨人               | 辻発彦               | 西武                 |
| 三塁手   | 衣笠祥雄           | 広島               | 古屋英夫             | 日本ハム             |
| 遊撃手   | 平田勝男           | 阪神               | 石毛宏典             | ロッテ               |
| 外野手   | 平野謙             | 中日               | 山森雅文             | 阪急                 |
| 外野手   | 屋鋪要             | 大洋               | 山本和範             | 南海                 |
| 外野手   | 長嶋清幸           | 広島               | 西岡良洋             | 西武                 |

### 高校野球
- 第58回選抜高等学校野球大会優勝：池田（徳島県）
- 第68回全国高等学校野球選手権大会優勝：天理（奈良県）

### 大学野球
- 第35回全日本大学野球選手権大会優勝：東洋大
- 第17回明治神宮野球大会優勝：愛知工業大

- 東京六大学野球連盟優勝 春：法政大、秋：明治大
- 東都大学野球連盟優勝 春：東洋大、秋：駒澤大
- 関西学生野球連盟優勝 春：立命館大、秋：立命館大

### 社会人野球
- 第57回都市対抗野球大会優勝：日本石油
- 第13回社会人野球日本選手権大会優勝：NTT東海

### メジャーリーグ
- ワールドシリーズ：ニューヨーク・メッツ（4勝3敗）ボストン・レッドソックス
  - ナショナルリーグ東地区優勝：ニューヨーク・メッツ
  - ナショナルリーグ西地区優勝：ヒューストン・アストロズ
  - アメリカンリーグ東地区優勝：ボストン・レッドソックス
  - アメリカンリーグ西地区優勝：カリフォルニア・エンゼルス

## できごと

### 1月
- 1月6日 - 横浜大洋ホエールズはレオン・リーに対し、チームの若返りの方針から解雇を通告した[3][4]。
- 1月8日 - 【MLB】ウィリー・マッコビーのアメリカ野球殿堂入りが、全米野球記者協会の投票によって決定。
- 1月10日 - 日本野球規則委員会が文京区の旅館本郷にてプロ・アマ合同委員会を開き、ストライクゾーンの高低について、これまではプロ・アマとも「脇の下からひざ頭の上部まで」に対し「注釈」として「ボールの全部が通過」をつけていたが、プロ側はこの「注」を今年から全廃することを決定。プロはストライクゾーンを高低に広げることになった[5]。
- 1月14日 - 南海の新井宏昌と近鉄の山口哲治プラス金銭のトレードが成立したと南海、近鉄両球団が発表[6]。
- 1月22日 - 野球体育博物館に表彰、掲額される野球人を選出する競技者表彰委員会が開かれ、殿堂入りを決定する記者投票の開票が行われたが、必要な有効投票数を獲得した候補者がいなかったため、「該当者なし」となった[7]。
- 1月29日 - 西武はジョージ・ブコビッチの入団を正式に発表。3年契約で年俸1億2千万円（推定）[8]。
- 1月31日 - 大洋はミルウォーキー・ブルワーズの3Aのカルロス・ポンセの獲得を発表[9][3]。

### 2月
- 2月21日 - 大阪タイガースの初代主将で阪神、大映、東映の監督を歴任した松木謙治郎が0時21分、肝硬変のため昭和大学病院にて死去[10]。
- 2月28日 - ロッテは東京・新宿の本社にて、球団代表の高橋義種が辞任し球団社長の松井静郎が代表を兼任、松尾守人が代表代理に就任することを決定[11]。

### 3月
- 3月10日 - 【MLB】アーニー・ロンバルディとボビー・ドーアのアメリカ野球殿堂入りが、ベテラン委員会で決定。
- 3月23日 - 中日ドラゴンズの市村則紀と西武ライオンズの鈴木康友の交換トレードが成立したと両球団が発表[12]。
- 3月26日 - 【高校】 第58回選抜高等学校野球大会が阪神甲子園球場で開幕。
- 3月30日 - 前セ・リーグ会長でセ・リーグ名誉会長の鈴木龍二が2時30分、急性肺炎のため東京都杉並区の樺島病院にて死去[13]。

### 4月
- 4月2日 - ヤクルト球団選手会会長の角富士夫と副会長の八重樫幸雄が神宮球場で記者会見し、ヤクルト選手会は日本プロ野球選手労働組合への加入を辞退したことを文書で申し入れたと発表[14]。
- 4月4日 - セントラル・リーグ、パシフィック・リーグのシーズン公式戦が開幕。
- 4月5日 - 第58回選抜高等学校野球大会の決勝戦が阪神甲子園球場で行われ、徳島県の池田高校が栃木県の宇都宮南高校を7-1で破り、1983年（第55回）以来3年ぶり2回目の優勝[15]。
- 4月8日 - 広島の高橋慶彦が広島市民球場での対巨人1回戦の1回裏に1号本塁打を放ち、プロ通算100本塁打を達成[16]。
- 4月12日
  - セ・リーグ審判部長の富澤宏哉がNPB審判史上最多の通算3448試合出場[17]。
  - 中日の鈴木孝政がナゴヤ球場での対ヤクルト2回戦に先発して勝利投手となり、プロ通算100勝を達成[18]。
- 4月16日 - 中日の大島康徳が後楽園球場での対読売ジャイアンツ1回戦の4回表に加藤初から二塁打を放ち、プロ通算1500安打を達成[19]。
- 4月20日 - 阪神の掛布雅之がナゴヤ球場での対中日3回戦の6回表に斉藤学から左手首に死球を受けて退場。名古屋市内の病院にて診察を受け、左手根骨骨折で全治1ヵ月の診断[20]。
- 4月21日 - 阪神の掛布雅之が大阪市内の阪大病院にて精密検査を受け、左手親指つけ根の「大菱形骨」骨折で全治4か月の診断。22日付けで登録抹消が決定し、663試合連続出場の記録が止まることになった[21]。
- 4月23日 - ロッテの有藤通世が川崎球場での対南海1回戦の5回裏に安打を放ち、プロ通算3500塁打を達成[22]。
- 4月29日 - 
  - 広島市民球場での広島東洋カープ対大洋3回戦で広島、大洋ともにチームで21安打で両チーム合わせて42安打を記録し、従来の1試合最多安打41の記録を更新。試合は広島が18対13で勝利[23]。
  - ロッテのレロン・リーが西宮球場での対阪急2回戦の3回表に4号本塁打を放ち、クラレンス・ジョーンズの持つ外国人最多本塁打記録を更新する通算247本塁打[24]。
  - 【MLB】ボストン・レッドソックスのロジャー・クレメンスがマリナーズ戦で1試合20奪三振のメジャー新記録を達成[25]。

### 5月
- 5月1日 - 大洋の斉藤明夫が広島市民球場での対広島5回戦で5セーブ目を記録し、プロ通算100セーブを達成[26]。
- 5月9日 - 阪急の福本豊が大阪球場での対南海5回戦の9回表に安打を放ち、プロ通算3500塁打を達成[27]。
- 5月10日
  - ロッテの土屋正勝が川崎球場での対西武5回戦の9回2死の場面で登板して伊東勤に対し初球を投ゴロに仕留め、その裏ロッテがサヨナラ勝ちし、パ・リーグ史上3人目の1球勝利投手となる[28]。
  - 中日の宇野勝がナゴヤ球場での対大洋5回戦で8回表の守備から尾上旭と交代したため、連続全イニング出場が302試合で途絶える[29]。
  - 巨人の加藤英司が広島市民球場での対広島6回戦で北別府学から本塁打を放ち、史上3人目の全球団から本塁打を達成[30]。
- 5月31日 - 川崎球場でのロッテ対阪急8回戦でロッテの落合博満が二回裏に8号本塁打を打ち、プロ通算200本塁打を達成[31]。また、ロッテの水谷則博が2勝目を挙げ、プロ通算100勝を達成。史上92人目[32]。

### 6月
- 6月1日
  - 阪神のランディ・バースが甲子園球場での対大洋11回戦にて第1打席で11号本塁打、第2打席で12号を打ち、31日の対大洋11回戦で第4，5打席での本塁打に続く4打数連続本塁打のプロ野球タイ記録[33]。
  - 日本ハムの島田誠が藤井寺球場での対近鉄11回戦の2回表に二盗を決め、プロ通算300盗塁を達成[34]。
  - ロッテの村田兆治が川崎球場での対阪急9回戦に先発登板し、プロ通算500試合登板を達成。史上57人目[35]。
- 6月3日
  - 広島は横浜スタジアムでの対大洋8回戦の九回表にプロ野球タイ記録の1イニング6二塁打、セ・リーグタイ記録の5者連続二塁打を記録[36]。また球団史上2番目となる1イニング11得点[36]。
  - ヤクルトの渡辺進がナゴヤ球場での対中日8回戦の8回表に代打で出場し、プロ通算1000試合出場を達成。史上262人目[37]。
- 6月7日 - 広島の衣笠祥雄が甲子園球場での対阪神8回戦に先発出場し、2000試合連続出場を達成[38]。
- 6月8日 - 巨人の松本匡史が神宮球場での対ヤクルト戦の三回表に二盗を決め、プロ通算300盗塁を達成。史上18人目[39]。
- 6月10日
  - 横浜スタジアムでの大洋対ヤクルト8回戦でヤクルトが1回表の一死後、若松勉、レオン、マーク・ブロハード、広沢克己とセ・リーグタイ記録の4者連続本塁打[40]。
  - 近鉄の淡口憲治が川崎球場での対ロッテ8回戦の1回表に4号3点本塁打を放ち、プロ通算100本塁打を達成[41]。
  - 阪急の山田久志が平和台球場での対西武8回戦に先発し、プロ通算600試合登板を達成。史上25人目[42]。
- 6月13日 - 近鉄のリチャード・デービスが西武球場での対西武10回戦の6回表に東尾修から死球を受け、激高して東尾を殴るなど乱闘騒ぎとなり、デービスは退場処分を受ける。西武は試合終了後に球団代表の坂井保之が記者会見しデービスの暴力行為を非難し「近鉄の態度次第では警察への告訴も考える」と表明[43][44]。
- 6月14日
  - 大阪球場での南海対ロッテ11回戦でロッテのレロン・リーが5回表に7号本塁打を放ち、外国人選手初の通算250本塁打[45]。また、ロッテの水上善雄がこの試合に出場し、プロ通算1000試合出場を達成。史上263人目[46]。
  - 日本ハムの古屋英夫が西宮球場での対阪急12回戦に出場し、プロ通算1000試合出場を達成。史上264人目[47]。
  - パ・リーグ会長の福島慎太郎は、さる14日の試合で暴力行為で退場処分を受けた近鉄のリチャード・デービスに対し、14日からの当面の間試合出場を停止するとの裁定を発表[48]。
- 6月15日 - 大洋の若菜嘉晴が後楽園球場での対巨人11回戦に先発出場し、プロ通算1000試合出場を達成。史上265人目[49]。
- 6月16日 - パ・リーグは13日の西武対近鉄戦で暴力行為で退場処分を受けたリチャード・デービスに対し10日間の出場停止と制裁金10万円の処分を下したと発表[50]。
- 6月19日 - 西武の片平晋作が西武球場での対南海12回戦の4回裏に10号本塁打を放ち、プロ通算150本塁打を達成。史上80人目[51]。
- 6月25日 - 横浜スタジアムでの大洋対ヤクルト11回戦でヤクルトが4-2と勝利し、球団通算2000勝を達成[52]。
- 6月26日
  - 阪神のランディ・バースが後楽園球場での対巨人12回戦の8回表に22号2点本塁打を放ち、プロ野球タイ記録となる7試合連続本塁打を達成[53]。
  - 西武の片平晋作が西武球場での対日本ハム13回戦の2回裏に安打を放ち、プロ通算1000安打を達成。史上144人目[54]。

### 7月
- 7月3日 - 阪神のランディ・バースが甲子園球場での対大洋14回戦の1回裏に適時打を放ち、12試合連続打点のプロ野球新記録を達成[55]。
- 7月5日 - 中日は名古屋市の中日パレスで記者会見し、監督の山内一弘が休養し、ヘッドコーチの高木守道が監督代理を務めると発表[56]。
- 7月6日 - 大洋は新潟での対広島15回戦に延長10回2-3でサヨナラ負けし、1955年7月以来の13連敗となる[57]。
- 7月8日 - 大洋は横浜スタジアムでの対中日10回戦に10-2で勝利し、連敗を13で止める[58]。
- 7月10日 - 阪急の石嶺和彦が平和台球場での対日本ハム戦の2回表に四球を選んで出塁し、51試合連続出塁のプロ野球新記録[59]。
- 7月17日 - 近鉄の金村義明が西宮球場での対阪急12回戦でサイクル安打を達成[60]。

### 8月
- 8月1日 - 近鉄の栗橋茂が川崎球場での対ロッテ15回戦の一回裏に15号2点本塁打を打ち、プロ通算200本塁打を達成[61]。
- 8月5日 - 巨人の中畑清が後楽園球場での対中日19回戦の7回裏に11号本塁打を放ち、プロ通算150本塁打を達成[62]。
- 8月6日 - 西武は藤井寺球場での対近鉄16回戦で、2対7でリードされた8回表に近鉄の石本貴昭から先頭打者の西岡良洋が7号本塁打、続く伊東勤が死球で出塁した後、清原和博が13号2点本塁打。石毛宏典14号、ジョージ・ブコビッチ12号、秋山幸二27号、代打の大田卓司が5号本塁打を放ち、1イニング6本塁打のプロ野球新記録。また石本は1イニング4被本塁打のプロ野球タイ記録[63]。
- 8月7日 - 阪神が神宮球場での対ヤクルト16回戦の8回表にランディ・バース、岡田彰布、山脇光治、柏原純一、吉竹春樹が盗塁を決め、1イニングチーム5盗塁のセ・リーグタイ記録[64]。
- 8月8日 - 第68回全国高等学校野球選手権大会が阪神甲子園球場で開幕。
- 8月10日 - 広島市民球場での広島対中日15回戦で、広島の衣笠祥雄が先発出場し、プロ通算2500試合出場を達成。史上4人目[65]。広島の山本浩二が1回裏に20号3点本塁打を放ち、13年連続20本塁打を記録。王貞治の19年連続、野村克也の17年連続に次いで史上3番目[66]。
- 8月15日
  - 南海が西武球場での対西武19回戦に8対3と勝利し、球団創設3000勝を達成[67]。
  - 中日の大島康徳がナゴヤ球場での対阪神20回戦の六回裏に14号3点本塁打を打ち、プロ通算300本塁打を達成[68]。
- 8月17日 - 阪急の福本豊が藤井寺球場での対近鉄17回戦の一回表に6号本塁打を打ち、プロ通算200本塁打を達成[69]。
- 8月19日
  - 横浜スタジアムでの大洋対阪神19回戦で阪神の掛布雅之が一回表に二塁打を打ち、プロ通算1500安打を達成[70]。阪神のランディ・バースが八回表に34号本塁打を打ち、プロ野球通算150本塁打を達成。443試合での達成は最速記録[71]。
  - 南海の門田博光が大阪球場での対日本ハム19回戦の八回裏に三振を喫し、プロ通算1000三振[72]。
- 8月21日 - 第68回全国高等学校野球選手権大会の決勝戦が阪神甲子園球場で行われ、奈良県代表の天理が愛媛県代表の松山商を3-2で破り初優勝。
- 8月23日 - ロッテのレロン・リーがナゴヤ球場での対近鉄19回戦の8回表に安打を放って通算1419安打となり、外国人選手の最多安打新記録となる[73]。
- 8月24日 - ロッテの荘勝雄が対近鉄20回戦で13セーブ目を挙げ、パ・リーグ新記録の10試合連続セーブポイントを達成[74]。
- 8月27日 - 阪急は福良淳一が西宮球場での対日本ハム19回戦の六回裏に9号2点本塁打を打ち、球団通算4500本塁打となる[75]。
- 8月30日 - 大洋の遠藤一彦が新潟球場での対ヤクルト19回戦で11勝目を挙げ、プロ通算100勝を達成[76]。

### 9月
- 9月2日 - 巨人の中畑清が広島市民球場での対広島22回戦の7回表に安打を放ち、プロ通算1000安打を達成[77]。
- 9月5日
  - 中日の鈴木孝政がナゴヤ球場での対阪神23回戦に先発し、プロ通算500試合登板を達成[78]。
  - ヤクルトの若松勉が神宮球場での対広島21回戦の三回裏に広沢克己の適時打生還し、プロ通算1000得点を達成[79]。
- 9月13日 - 西武は西武球場での対日本ハム23回戦で一回裏に石毛宏典が23号本塁打を打ち、チーム25試合連続本塁打のプロ野球新記録を達成[80]。
- 9月16日 - ロッテは球団代表代理の松尾守人が球団代表に就任し、球団代表を兼ねていた球団社長の松井静郎が社長に選任すると発表[81]。
- 9月23日 - 広島の衣笠祥雄が後楽園球場での対巨人24回戦で4回表に20号本塁打を放ち、13年連続20本塁打を達成[82]。
- 9月26日 - 巨人のウォーレン・クロマティが後楽園球場での対中日24回戦の4回裏に33号2点本塁打を放ち、来日通算100本塁打を達成[83]。
- 9月30日 - 1988年春完成予定で建設中の後楽園エアドームの名称が「TOKYO DOME BIG EGG」と決定[84]。

### 10月
- 10月2日 - 南海の門田博光が藤井寺球場での対近鉄25回戦の五回表に22号2点本塁打を打ち、プロ通算400本塁打を達成。史上10人目[85]。
- 10月7日 - 西武の清原和博が川崎球場での対ロッテ23回戦の6回表に田子譲治から31号本塁打を放ち、1959年大洋・桑田武が記録した新人最多本塁打31本と並ぶ[86]。
- 10月8日 - 大洋は東京・大手町の大洋漁業本社にて球団社長の久野修と監督の近藤貞雄が記者会見し、近藤が監督を辞任し、新監督に古葉竹識が就任すると発表[87]。
- 10月9日 - 西武が西武球場での対ロッテ25回戦に10対0と勝利し、2位の近鉄が阪急に2-4と敗れたため、2年連続、4度目のパ・リーグ優勝を達成[88]。
- 10月10日 - 阪急の福本豊が西宮球場での対近鉄26回戦の二回裏に三振を喫し、プロ通算1000三振[89]。
- 10月12日 - 広島が神宮球場での対ヤクルト25回戦に8対3と勝利し、2年ぶり5度目のセ・リーグ優勝達成[90]。
- 10月13日
  - 阪神は川藤幸三が今季限りで現役引退すると発表[91]。
  - セ・リーグの理事会が開かれ、引き分けの廃止を今後検討していくことを決定[92]。
- 10月14日
  - ロッテが川崎球場での対南海23回戦でパ・リーグタイ記録となる1試合27安打。落合博満が1回裏に50号2点本塁打を放ち、プロ野球史上初の2年連続50本塁打を達成[93]。
  - 阪神のランディ・バースがシーズン最終戦となる甲子園球場での対大洋戦で2打数2安打を記録して打率を3割8分9厘とし、プロ野球シーズン打率の新記録を達成[94]。
  - 阪神の野村収が今季限りで引退すると表明[95]。
- 10月15日
  - 大洋は東京・大手町の大洋漁業本社にて古葉竹識の新監督就任の記者会見を行う[96]。
  - ロッテの有藤通世が自宅にて引退を表明する[97]。
- 10月16日 - ヤクルトの監督の土橋正幸が神宮球場でのシーズン最終戦の試合終了後に今季限りで辞任をすることを表明[98]。
- 10月17日
  - セ・リーグのシーズン公式戦の全日程が終了[99]。
  - 阪神はリチャード・ゲイルの解雇と野村収の現役引退を発表[100]。
- 10月19日
  - 川崎球場でのロッテ対日本ハムダブルヘッダー25、26回戦が行われ、パ・リーグシーズン公式戦の全日程が終了[101]。
  - ロッテの有藤通世が川崎球場でのチームの今季最終戦となる対日本ハムダブルヘッダー第2試合に4番・三塁で出場し、中前安打を記録。有藤の引退試合となった[102]。
- 10月24日
  - ロッテは西新宿にあるロッテ本社に監督の稲尾和久を呼び、3年契約の切れる今季限りで再契約しないと通告。稲尾の監督退任が決定[103]。
  - 巨人の高橋直樹が東京・大手町の球団事務所を訪れ、球団代表の長谷川実雄に対し今季限りでの現役引退を申し入れ、了承される[104]。
- 10月27日
  - 日本シリーズ史上初となる第8戦が広島市民球場で行われ、西武が広島に3-2で勝利し、引き分けと3連敗の後に4連勝で1983年以来3年ぶりの日本一を達成[105]。
  - 阪神は今季で現役を引退した野村収の一軍投手コーチ就任を発表[106]。
- 10月28日
  - 広島の山本浩二が広島市中区の広島グランドホテルで記者会見し、現役引退を正式に表明。オーナーの松田耕平は山本の背番号8を永久欠番にし来年の3月5日の対近鉄戦に引退試合を行うことを明らかにした[107][108]。
  - ロッテは西新宿のロッテ本社にて記者会見し新監督に有藤道世が就任したと正式に発表[109]。
- 10月29日
  - 1986年度プロ野球の表彰選手を決定する記者投票の開票が行われ、最優秀選手にパ・リーグは西武の石毛宏典、セ・リーグは広島の北別府学が、最優秀新人にパ・リーグは西武の清原和博、セ・リーグは広島の長冨浩志が選出される[110]。
  - 中日は名古屋市中区のクラブ東海で記者会見を行い、新監督に星野仙一が就任したと発表[111]。
- 10月30日 - ヤクルトは東新橋のヤクルト本社にて記者会見し、野球評論家の関根潤三が監督に就任すると発表[112]。
- 10月31日 - 沢村栄治賞の選考が東京・大手町のパレスホテルにて12時から行われ、広島の北別府学を選出。北別府は1982年度に次いで2度目の受賞[113]。

### 11月
- 11月4日 - 日本ハムは工藤幹夫、西本和美を任意引退にしたと発表。工藤は右肩の治療に専念するため、今後は練習生の扱いとなる[114]。
- 11月7日
  - 中日は名古屋市のクラブ東海にて記者会見し、谷沢健一が今季限りで現役引退すると正式に発表[115]。
  - 南海はスティーブ・ハモンドの入団を発表[116]。
- 11月11日 - 正力松太郎賞の選考が東京・九段下のホテルグランドパレスにて12時から行われ、西武監督の森祇晶を選出[117]。
- 11月13日 - 南海は藤田学と立石充男が今季限りで現役引退し、来年よりそれぞれ二軍投手コーチ、守備走塁コーチへの就任が決定[118]。
- 11月19日 - 西武の片平晋作・永射保と大洋の広瀬新太郎プラス金銭のトレードが成立したと西武、大洋両球団が発表[119]。
- 11月20日 - 1986年度のプロ野球新人選択会議が東京・九段下のホテルグランドパレスにて11時から行われる[120]。
- 11月22日 - 西武の大田卓司が今季限りで引退すると表明[121]。
- 11月27日 - 西武の田尾安志と阪神の吉竹春樹・前田耕司のトレードが成立したと西武、阪神の両球団が正式に発表[122]。
- 11月25日 - 巨人の橋本敬司と南海の岡本圭右の交換トレードが成立したと、巨人、南海両球団が発表[123]。
- 11月28日 - 巨人は河埜和正が現役引退しスカウトに就任すると発表[124]。

### 12月
- 12月16日 - 南海は巨人を自由契約になった加藤英司の入団を発表[125]。
- 12月17日 - 近鉄は巨人を自由契約になった山本雅夫の入団を発表[126]。
- 12月23日 - ロッテは落合博満と中日の牛島和彦・上川誠二・桑田茂・平沼定晴のトレードが成立したとロッテ、中日両球団が発表[127]。
- 12月25日 - 大洋は東京・大手町の大洋漁業本社にて記者会見し、韓国プロ野球・三星ライオンズの新浦寿夫の入団を正式に発表[128]。
- 12月26日 - ロッテから中日にトレードで移籍した落合博満が8時過ぎから名古屋市の中日パレスにて球団と契約交渉を行い、推定約1億3千万円でサイン。日本人選手として初めて年俸が1億円台となる[129]。

## 誕生

### 1月
- 1月1日 - 吉良俊則
- 1月5日 - J.P.アレンシビア
- 1月16日 - マーク・トランボ
- 1月24日 - タイラー・フラワーズ
- 1月25日 - 荒波翔

### 2月
- 2月3日 - ルーカス・ドゥーダ
- 2月7日 - ジョシュ・コルメンター
- 2月8日 - マット・ブッシュ
- 2月11日 - 清田育宏
- 2月12日 - トッド・フレイジャー
- 2月12日 - ブランドン・アレン
- 2月21日 - オーランド・イェンテマ
- 2月24日 - 小林敦
- 2月27日 - ヨバニ・ガヤルド

### 3月
- 3月4日 - マルティン・シュナイデル
- 3月5日 - ジェイク・アリエータ
- 3月6日 - フランシスコ・セルベーリ
- 3月17日 - クリス・デービス (内野手)
- 3月22日 - デクスター・ファウラー

### 4月
- 4月8日 - フェリックス・ヘルナンデス
- 4月8日 - カルロス・サンタナ
- 4月10日 - コーリー・クルーバー
- 4月12日 - ブラッド・ブラック
- 4月13日 - ロレンゾ・ケイン
- 4月14日 - コーリー・ギアリン
- 4月18日 - 岩本貴裕
- 4月28日 - ディロン・ジー

### 5月
- 5月3日 - ホーマー・ベイリー
- 5月16日 - 佐藤剛士
- 5月21日 - マット・ウィータース
- 5月22日 - エリック・ソガード
- 5月23日 - ジョーダン・ジマーマン
- 5月24日 - 木村正太

### 6月
- 6月6日 - 田澤純一
- 6月8日 - ケイレブ・ジョゼフ
- 6月9日 - ヤディエル・ペドロソ（+2013年）
- 6月12日 - 生島大輔
- 6月13日 - ジョナサン・ルクロイ
- 6月15日 - トレバー・プルーフ
- 6月17日 - アルフレド・デスパイネ
- 6月18日 - スティーブ・シシェック
- 6月21日 - 涌井秀章
- 6月24日 - 松本啓二朗
- 6月24日 - フィル・ヒューズ
- 6月29日 - トム・コーラー

### 7月
- 7月1日 - チャーリー・ブラックモン
- 7月2日 - ブレット・セシル
- 7月3日 - トミー・ハンター
- 7月4日 - 上本博紀
- 7月7日 - 坪井俊樹
- 7月8日 - ハイメ・ガルシア
- 7月10日 - 石川雄洋
- 7月11日 - 東野峻
- 7月27日 - ライアン・フラハーティ
- 7月28日 - ダリン・ラフ
- 7月31日 - 須田幸太

### 8月
- 8月7日 - 榎田大樹
- 8月8日 - ジェイク・マギー
- 8月11日 - パブロ・サンドバル
- 8月11日 - コルビー・ラスムス
- 8月16日 - ダルビッシュ有
- 8月16日 - マーティン・マルドナード
- 8月18日 - エバン・ガティス
- 8月24日 - ニック・エイデンハート（+2009年）
- 8月25日 - カリアン・サムス
- 8月27日 - ジョーディー・マーサー
- 8月31日 - フアン・ニカシオ

### 9月
- 9月11日 - 玉置隆
- 9月16日 - ゴードン・ベッカム
- 9月19日 - 美馬学
- 9月20日 - A.J.ラモス
- 9月26日 - ショーン・ドゥーリトル
- 9月27日 - マット・シューメイカー
- 9月30日 - ジェームズ・ホイト

### 10月
- 10月1日 - アーロン・ポレダ
- 10月5日 - タナー・ロアーク
- 10月9日 - デレク・ホランド
- 10月9日 - デビッド・フェルプス
- 10月10日 - アンドリュー・マカッチェン
- 10月17日 - 定岡卓摩
- 10月19日 - ダニエル・デスカルソ
- 10月22日 - クリス・ルーシン
- 10月31日 - 江川智晃

### 11月
- 11月4日 - 伊原正樹
- 11月9日 - アンドリュー・キャッシュナー
- 11月10日 - エリック・テイムズ
- 11月13日 - ウェイド・マイリー
- 11月14日 - 片岡安祐美
- 11月19日 - マイケル・ソーンダース
- 11月29日 - 宮﨑祐樹

### 12月
- 12月5日 - ジャスティン・スモーク
- 12月8日 - ジョーダン・ノルベルト
- 12月16日 - アルシデス・エスコバー

## 死去
- 1月2日 - ビル・ベック（ホワイトソックス等の元オーナー、*1914年）
- 2月7日 - 藤井勇（元阪神他。日本プロ野球第1号本塁打を記録、*1916年）
- 2月21日 - 松木謙治郎 （阪神初代主将、のち阪神・大映・東映監督。野球殿堂入り、*1909年）
- 3月30日 - 鈴木竜二（元セ・リーグ会長、殿堂入り、*1916年）
- 7月25日 - テッド・ライオンズ（アメリカ野球殿堂入りの投手、*1901年）
- 9月4日 - ハンク・グリーンバーグ（アメリカ野球殿堂入りの打者、*1911年）
- 9月27日 - 中原宏（南海ホークス元選手、* 1923年）
- 10月12日 - ノーム・キャッシュ（1963年のア・リーグ首位打者、*1932年）
- 11月2日 - 永井正義（南海ホークス元球団代表、* 1926年）

## その他
- 12月10日 - ナムコがファミリーコンピュータ用ソフト『プロ野球ファミリースタジアム』を発売した。